# تورنتون لي مورس (تشيشير)
تورنتون لي مورس (بالإنجليزية: Thornton-le-Moors)‏ هي قرية وأبرشية مدنية تقع في المملكة المتحدة في إنجلترا. يقدر عدد سكانها بـ 260 نسمة .